# Comes with the Fall
Comes with the Fall fue una banda norteamericana de Rock originaria de Atlanta, Georgia, formada en 1999. Desde el año 2001,  la banda estaba formada por William DuVall (vocalista, guitarra), Adam Stanger (bajo) y Bevan Davies (batería). Nico Constantine fue el segundo guitarrista hasta su partida el 2001. Actuaron como teloneros de Jerry Cantrell en apoyo de su segundo álbum solista, Degradation Trip, el 2002. Duvall se unió a Alice in Chains como vocalista durante los conciertos de reunión de la banda el 2006, convirtiéndose en miembro oficial desde el 2008.

## Discografía
Álbumes de estudio
- Comes with the Fall (2000)
- The Year is One (2001)
- Beyond the Last Light (2007)

EP
- The Reckoning (2006)